# Jerzy Puchalski
Profesor Jerzy Puchalski (ur. 5 sierpnia 1947 roku w Warszawie) – polski botanik, naukowiec oraz działacz na rzecz ochrony flory polskiej i różnorodności świata roślin. 
Główne obszary zainteresowań badawczych:
- ochrona i ocena różnorodności biologicznej,
- molekularna taksonomia i biosystematyka roślin,
- genetyka populacyjna i ochrona ex situ różnorodności genetycznej roślin zagrożonych,
- biologia przechowywania nasion i banki nasion,
- kriokonserwacja nasion i tkanek roślin użytkowych i dziko rosnących,
- fizjologia roślin ozdobnych,
- zachowanie zasobów genowych roślin uprawnych (ogrodniczych i rolniczych),
- projektowanie i utrzymywanie ogrodów botanicznych oraz ich znaczenie dla ochrony różnorodności biologicznej[1][2].

## Życiorys
W latach 1965–1970 Jerzy Puchalski kształcił się w Szkole Głównej Gospodarstwa Wiejskiego w Warszawie na Wydziale Technologii Żywności, zdobywając tytuł magistra inżyniera technologii żywności. Po ukończeniu studiów, od 1 lipca 1970 roku, dołączył do Pracowni Zasobów Genowych Roślin Uprawnych w Zakładzie Genetyki Roślin PAN. Głównym celem pracowni było stworzenie fundamentów dla nowej instytucji naukowej – Ogrodu Botanicznego w Powsinie, tworzonego przez Polską Akademię Nauk. W toku lat 70., w ramach swoich zadań, Jerzy Puchalski prowadził badania nad izoenzymami w taksonomii gatunków i odmian żyta Secale. W 1974 roku został przeniesiony służbowo do nowo powstałego Ogrodu Botanicznego PAN, gdzie został kierownikiem Pracowni Taksonomii Eksperymentalnej. Jego praca skupiała się na badaniach biochemicznych, fizjologicznych i anatomicznych roślin. Ponadto pełnił rolę sekretarza Rady Naukowej Ogrodu Botanicznego PAN, powołanej w 1975 roku. W 1977 roku podjął 18-miesięczny staż naukowy na Uniwersytecie Cornella w USA, skupiając się na badaniach taksonomicznych i filogenetycznych gatunków roślin warzywnych z rodzaju ogórek Cucumis i dynia Cucurbita. Po powrocie zaangażował się w prace organizacyjne związane z rozwojem Ogrodu Botanicznego PAN. W latach 1978–1981 stał na czele Pracowni Taksonomii Eksperymentalnej, później przekształconej w Pracownię Taksonomii i Struktury Roślin.
Stopień doktora nauk przyrodniczych uzyskał w 1982 roku na Uniwersytecie Śląskim w Katowicach. Również w 1982 roku Polska Akademia Nauk powierzyła mu funkcję zastępcy dyrektora ds. naukowych Ogrodu Botanicznego PAN, którą piastował przez kolejne 7 lat. Jego okres sprawowania tej funkcji zaznaczył się rozwojem działalności badawczej, w tym wprowadzeniem nowych kierunków jak biofizyka, genetyka czy kultury tkankowe. Działalność badawcza była finansowana z różnych programów PAN. W latach 1980–2015 kierował ośmioma projektami finansowanymi przez Departament Rolnictwa USA, szczególnie współpracując z Narodowym Centrum Zachowania Zasobów Genowych Roślin w Fort Collins w Kolorado. Owocem tych prac było stworzenie wspólnej polsko-amerykańskiej kolekcji zasobów genowych Secale, uznawanej za wiodącą kolekcję tej rośliny na świecie. W marcu 1989 roku, po śmierci dotychczasowego dyrektora Ogrodu Botanicznego PAN prof. Bogusława Molskiego, Jerzy Puchalski pełnił obowiązki dyrektora tej placówki naukowej do czerwca 1990 roku. W tym czasie dokonał gruntownej restrukturyzacji Ogrodu i doprowadził do jego otwarcia dla publiczności. Następnie, w wyniku konkursu, od lipca 1990 roku objął stanowisko dyrektora tej placówki naukowej, kontynuując jej rozwój i rozbudowę.
W 1994 roku uzyskał stopień doktora habilitowanego nauk rolniczych na Akademii Rolniczo-Technicznej w Olsztynie. Do końca lutego 2017 roku pełnił funkcję dyrektora Ogrodu Botanicznego PAN, jednocześnie kierując Zakładem Oceny i Ochrony Różnorodności Roślin. Był liderem licznych projektów konserwacyjnych dotyczących ochrony zagrożonych gatunków roślin. Za jego inicjatywą powstał kriogeniczny bank nasion flory Polski, stanowiący podstawę dla realizacji projektów Unii Europejskiej. Brał udział w projektach ENSCONET, nadzorując główną grupę badawczą „Seed Curation”, oraz innych projektach konserwatorskich nad ochroną ex situ zagrożonych i rzadkich gatunków flory.
W 2009 roku otrzymał tytuł profesora nauk rolniczych. 
Był wybierany do wielu organizacji międzynarodowych i krajowych, pełniąc funkcję eksperta i przewodniczącego różnych instytucji związanych z ochroną środowiska i zachowaniem różnorodności biologicznej. W latach 1993–2007 był członkiem dwóch grup eksperckich Rady Europy związanych z ochroną flory europejskiej. W tzw. Grupie Ekspertów ds. Roślin Konwencji Berneńskiej w latach 2001–2007 pełnił funkcję przewodniczącego. Od 2004 roku był powoływany jako ekspert ds. konwencji o różnorodności biologicznej w agendzie ONZ ds. działań w zakresie ochrony środowiska i stałego monitorowania jego stanu na świecie – pod nazwą Program Środowiskowy Organizacji Narodów Zjednoczonych (United Nations Environment Programme, UNEP).

### Przebieg pracy zawodowej
1. Zakład/Instytut Genetyki Roślin PAN w Poznaniu, Pracownia Zasobów Genowych Roślin Uprawnych w Skierniewicach (1.07.1970 – 30.06.1974) na stanowiskach asystent, następnie starszy asystent.
2. Ogród Botaniczny PAN w Warszawie (od 1.07.1974), potem Ogród Botaniczny – Centrum Zachowania Różnorodności Biologicznej PAN w Warszawie, obecnie PAN Ogród Botaniczny – Centrum Zachowania Różnorodności Biologicznej w Powsinie
na stanowiskach:
  - starszy asystent (1974–1982)
  - adiunkt (1982–1994)
  - docent (1995–2009)
  - profesor (mianowany) (2009–2010)
  - profesor zwyczajny (mianowany) (2010–2017)
  - ekspert merytoryczny projektu FlorIntegral (2018–2020)

oraz w funkcjach:
  - kierownik Pracowni Taksonomii Eksperymentalnej Roślin (1975–1982)
  - zastępca dyrektora ds. naukowych (1.11.1982–31.03.1989)
  - p.o. dyrektor (1.04.1989–31.12.1990) i (1.07.2016–28.02.2017)
  - dyrektor (1.01.1991–30.06.2016)
  - kierownik Zakładu Oceny i Ochrony Różnorodności Roślin (1.07.1999-31.12.2017)[2].

### Członkostwo i funkcje
- Organizacje międzynarodowe[2]:

1. European Botanic Gardens Consortium of EU – członek i reprezentant Polski (2003–2019)
2. Botanic Gardens Conservation International(inne języki) – International Advisory Council (pełniące rolę Światowej Rady Ogrodów Botanicznych) – członek (od 2004–2016)
3. ENSCONET Consortium (Konsorcjum Europejskiej Sieci Banków Nasion Flory Naturalnej) – członek Rady Dyrektorów (2009–2019).
4. International Dendrology Society – członek honorowy (od 2009 r.)
5. Council of Europe, Group of Experts on Biodiversity and Biosubsistence – członek (1993–1994)
6. Council of Europe, Bern Convention Group of Experts on European Flora Conservation – członek (od 1994 roku), wiceprzewodniczący (1999–2001) przewodniczący (2001–2007).

- Rady naukowe i inne organizacje krajowe[2]:

1. Rada Naukowa Instytutu Dendrologii PAN w Kórniku – członek przez 5 kadencji (1996–2018)
2. Rada Ogrodu Botanicznego Uniwersytetu A. Mickiewicza w Poznaniu – członek przez 5 kadencji (1994–2020)
3. Rada Naukowa Instytutu Ochrony Środowiska w Warszawie – członek przez 4 kadencje (2000–2015)
4. Rada Naukowa Śląskiego Ogrodu Botanicznego – członek i przewodniczący (od 2006 r.)
5. Rada Naukowa PAN Ogrodu Botanicznego – CZRB w Powsinie – członek (od 1975, obecnie w kadencji 2023–2026); przewodniczący (2019–2022)
6. Rada Ogrodu Botanicznego w Kielcach – wiceprzewodniczący (od 2016 r.)
7. Rada Naukowa Leśnego Banku Genów w Kostrzycy – członek (od 2007–2019); członek honorowy (od 2019)
8. Rada Naukowa Ogrodu Zoologicznego w Warszawie – członek (od 2009 r.)
9. Rada ds. Ochrony Roślinnych Zasobów Genowych Ministerstwa Rolnictwa i Rozwoju Wsi przy Instytucie Hodowli i Aklimatyzacji Roślin – członek (od 1996–2019)
10. Rada Ogrodów Botanicznych i Arboretów w Polsce – wiceprzewodniczący (2010–2011), wiceprezes Zarządu (2011–2019), członek honorowy (od 2019), członek (od 1989 r.); zastępca przewodniczącego (1992–1996); przewodniczący (1996–2010)
11. Śląski Ogród Botaniczny-Związek Stowarzyszeń – członek Prezydium Rady (2002–2017)
12. Komisja Kolekcji i Zbiorów Przyrodniczych przy Wydziale II Nauk Biologicznych PAN – członek Prezydium (od 1998 r.)
13. Zespół Integracyjno-Ekspercki Nauk Biologii Roślin powołany przez Prezesa Polskiej Akademii Nauk (członek od 2009 r.)
14. Państwowy Zespół Monitoringu Środowiska przy Ministrze Ochrony Środowiska i Leśnictwa – członek (w latach 1990–1995)
15. Narodowy Komitet Sterujący „Krajowej strategii ochrony i umiarkowanego użytkowania różnorodności biologicznej” w Ministerstwie Środowiska – członek (od 2006 roku).
16. Fundacja „Homo et Planta” – członek Prezydium Rady Fundacji (1992–2012)
17. Zespół powołany przez Prezesa PAN ds. ustalenia warunków przystąpienia Polskiej Akademii Nauk do Konsorcjum tworzącego Narodowe Muzeum Przyrodnicze (od 2017)
18. Zespół Doradczy ds. Stacji Naukowej w Mikołajkach powołany przez Dyrektora Instytutu Biologii Doświadczalnej im. M. Nenckiego PAN (od 2017)
19. Komisja ds. Oceny Działalności PAN Muzeum Ziemi powołana przez Prezesa Polskiej Akademii Nauk (2019)
20. Komisja Prezydenta m. st. Warszawy do oceny wyników konkursów “Warszawa w Kwiatach i Zieleni” (2018 i 2019)[2].

- Komitety naukowe PAN[2]:

1. Komitet Botaniki PAN – członek (1996–2015)
2. Komitet Fizjologii, Genetyki i Hodowli Roślin PAN – członek (2011–2015).

- Czasopisma[2]:

1. „Biuletyn Ogrodów Botanicznych, Muzeów i Zbiorów” (rocznik Polskiego Towarzystwa Botanicznego) – redaktor naczelny (1992–2007), członek Rady Redakcyjnej
2. „Journal of Fruit and Ornamental Plant Research” (czasopismo naukowe Instytutu Sadownictwa i Kwiaciarstwa w Skierniewicach) – członek Rady Redakcyjnej (od 2002 r.)
3. „Folia Oecologica” (czasopismo Słowackiej Akademii Nauk) – członek Rady Redakcyjnej (od 2003 r.)
4. „Prace Ogrodu Botanicznego PAN, Seria: Monografie i Rozprawy” (nieregularne) – zastępca redaktora naczelnego (od 1990 roku)
5. „Monographs of Botanical Gardens” – zastępca redaktora naczelnego (od 2007 roku)
6. „Acta Societatis Botanicorum Poloniae” – członek Rady Redakcyjnej (2004–2010)
7. „Zeszyty Problemowe Postępów Nauk Rolniczych” – członek Komitetu Redakcyjnego czterech tomów.

### Staże naukowe
Odbył następujące staże:
- Cornell University, New York State Agricultural Experiment Station, Department of Seed and Vegetable Sciences, Geneva, New York, USA, stypendium Fundacji im. M. Jurzykowskiego (1977–1978)
- Uniwersytet Complutence i Uniwersytet Politechniczny w Madrycie, Hiszpania (1982), stypendium Consejo Superior de Investigaciones Cientificas
- Rolniczo-Chemiczny Instytut Badawczy w Linz, Austria, stypendium Austriackiej Akademii Nauk (1983)
- Centrum Badań Rolniczych w Jokioinen, Finlandia, stypendium Akademii Finlandii (1985)
- Uniwersytet Rolniczy w Umėa, Szwecja, stypendium Królewskiej Szwedzkiej Akademii Nauk (1988)
- Ogród Botaniczny Jerozolimskiego i Hebrajskiego Uniwersytetu w Jerozolimie, Izrael (1994), stypendium Izraelskiej Akademii Nauk i Humanistyki
- National Botanical Institute, Kirstenbosch, RPA (1995), stypendium Foundation for Research Development of Republic of South Africa
- National Institute of Botany, Luckow, India (1999), stypendium Indian Council of Scientific and Industrial Research
- The National Research Institute of Forestry, Taipei (Republika Chińska – Tajwan) (2000), stypendium Chinese Academy of Science (Taipei)
- Osaka Prefecture University, College of Integrated Arts and Sciences, Sakai (Japonia) (2001) stypendium Japanese Society for Promotion of Science.

## Działalność naukowa i osiągnięcia
W swojej karierze naukowej specjalizował się w taksonomii, filogenezie roślin, ochronie różnorodności biologicznej i zasobach genetycznych roślin. Jego osiągnięcia objęły nie tylko badania nad różnorodnością gatunków flory, ale również pracę nad konserwacją zagrożonych gatunków i zbiorów genetycznych roślin. Był pionierem w tworzeniu kolekcji zasobów genowych Secale oraz zaangażował się w utworzenie kriogenicznego banku nasion flory Polski. Jest autorem wielu prac naukowych z zakresu botaniki, a także inicjatorem licznych innowacyjnych projektów mających na celu ochronę zagrożonych gatunków roślin. Prowadził badania nad zasobami genetycznymi żyta oraz prace nad utworzeniem banku genów i kriokonserwacji roślin oraz nasion.
Osiągnięcia
- opracowanie na podstawie izoenzymów klasyfikacji filogenetycznej gatunków z rodzajów Cucurbita i Cucumis
- przygotowanie systemu klasyfikacyjnego gatunków rodzaju Secale oraz odmian i form lokalnych Secale cereale
- potwierdzenie na podstawie markerów molekularnych zjawiska szyftu genetycznego wywołanego selekcją naturalną w trakcie długotrwałego przechowywania ziarniaków zbóż i ich regeneracji
- opisanie na poziomie DNA zmian genetycznych w populacjach zagrożonych gatunków flory Polski w kolekcjach ex situ ogrodów botanicznych w stosunku do populacji in situ i przygotowania zaleceń konserwatorskich dla gatunków endemitów
- stworzenie komputerowej bazy danych o kolekcjach ex situ gatunków roślin rzadkich, zagrożonych i chronionych we wszystkich polskich ogrodach botanicznych
- utworzenie i ocena znaczących w kraju i zagranicą kolekcji zasobów genowych Secale i Malus
- utworzenie i rozwój kriogenicznego banku nasion flory polskiej
- opracowanie i wdrożenie metodyki kriogenicznego banku genów dla historycznych odmian jabłoni w postaci zrazów z pąkami śpiącymi przechowywanych w temperaturze ciekłego azotu
- aktywny udział w rozwoju Ogrodu Botanicznego PAN w Powsinie od początku jego powstania oraz Śląskiego Ogrodu Botanicznego w Mikołowie.

## Projekty badawcze
Międzynarodowe
- Departament Rolnictwa USA

1. PL-ARS-90 „Polymorphism of isoenzymes in selected cultivars of rye and triticale” (1980–1987) – Główny wykonawca projektu
2. PL-ARS-140A “Rye seed regeneration for the long-term seed storage” (1988–1994) – Kierownik projektu
3. PL-ARS-140B “Genetic shift in rye accessions in relation to long-term seed storage” (1989–1996) – Kierownik projektu
4. PL-ARS-292 “Collection, regeneration of rye landraces and wild types” (1997–2003) – Kierownik projektu
5. USDA-58-5402-0-F156 “Inheritance of seed longevity in Secale, Triticum and Triticale” (2000–2004) – Kierownik projektu
6. USDA-58-5402-4-147F “Mechanism of genetic change during ex situ conservation of rye germplasm” (2004–2009) – Kierownik projektu
7. USDA-58-5402-8-159F „Kinetics of Seed Deterioration in Diverse Lines of Rye, Wheat and Triticale” (2010–2015) – Kierownik projektu

- Projekty badawcze Komisji Europejskiej:

1. VI Ramowy Program UE – Projekt Nr RICA-CT-2004-506109 ENSCONET “European Native Seed Conservation Network” (2004–2009) – Kierownik tematu, koordynator grupy problemowej “Seed Curation” oraz Członek Zespołu Koordynacyjnego projektu
2. Projekt Operacyjny współfinansowany przez Unię Europejską „Infrastruktura i Środowisko” w ramach Narodowej Strategii Spójności, koordynowany przez Centrum Koordynacji Projektów Środowiskowych, Nr POIŚ.05.01.00-00-156/09 pt. „FlorNatur OB – Ochrona ex situ dziko rosnących, zagrożonych i chronionych roślin w Polsce Wschodniej[7]” (2010–2013) – Ekspert
3. Projekt Operacyjny współfinansowany przez Unię Europejską „Infrastruktura i Środowisko” w ramach Narodowej Strategii Spójności, koordynowany przez Centrum Koordynacji Projektów Środowiskowych nr POIS.02.04.00-00-0006/17-00. „Florintegral – zintegrowana ochrona in situ i ex situ rzadkich i zagrożonych priorytetowych gatunków flory na terenie Polski” w ramach działania 2.4 oś priorytetowa II Programu Operacyjnego Infrastruktura i Środowisko (2018–2020) – ekspert merytoryczny projektu.

Krajowe
- Programy resortowe koordynowane przez PAN Ogród Botaniczny:

1. Centralny Program Badań Podstawowych CPBP 04.05 „Założenie narodowej kolekcji zagrożonych gatunków roślin, ze szczególnym uwzględnieniem dzikich gatunków i form wyjściowych drzew i krzewów owocowych” (1985–1990) – kierownik programu w latach 1989–1990
2. Resortowy Program Badań Podstawowych RPBP 04.03 „Fitomelioracja wybranych stref urbanistycznych Warszawy” (1985–1990) – kierownik programu w latach 1989–1990

- Projekty badawcze KBN, MNiSW, NCN i NCBiR:

1. Grant KBN Nr 5 P06A 002 19 “Analiza zmienności populacji żyta na poziomie molekularnym w aspekcie długotrwałego przechowywania i regeneracji ziarniaków” (2000–2003) – kierownik projektu
2. Grant promotorski KBN Nr 6 P04F 020 18 „Badanie zmienności populacyjnej zagrożonego gatunku Corydalis pumila (Host) Rchb. na jego naturalnych stanowiskach w Polsce z wykorzystaniem markerów molekularnych” – kierownik projektu
3. Specjalny Program Badawczy Nr 16/E-48/6.PR UE/DIE-311/2005-2008 pt. „Europejska sieć ochrony roślin rodzimych” (2005–2008) – kierownik projektu
4. Projekt MNiSW Nr N N304 370038 „Molekularna ocena skuteczności ochrony ex situ dla zachowania różnorodności genetycznej u roślin zagrożonych na przykładzie pszonaka pienińskiego Erysimum pieninicum (Zapał.) Pawł.” (2010–2013) – kierownik projektu
5. Projekt rozwojowy NCBiR własny Nr N R 12 0038 06 pt. „Zastosowanie metod kriogenicznych w celu utworzenia banku genów historycznych odmian jabłoni” (2009–2012) – kierownik projektu

- Specjalny projekt Narodowego Funduszu Ochrony Środowiska i Gospodarki Wodnej

1. Projekt NFOŚiGW nr 1208/2012 w ramach programu priorytetowego 6.1. “Ochrona przyrody i krajobrazu pt. “Ocena stanu populacji oraz ochrona ex situ wybranych dziko rosnących gatunków roślin rzadkich i zagrożonych na terenie Polski – FlorNaturROBiA”[8] (2013–2015) koordynowany przez Radę Ogrodów Botanicznych i Arboretów w Polsce (ROBiA) – członek zarządu projektu

- Programy wieloletnie Ministerstwa Rolnictwa i Rozwoju Wsi (Fundusz Postępu Biologicznego)

1. „Gromadzenie i zachowanie materiałów kolekcyjnych dzikich, prymitywnych form i wybranych linii wsobnych żyta oraz innych gatunków dzikich roślin zbożowych. Gromadzenie i zachowanie kolekcji dzikich, prymitywnych i uprawianych w ubiegłych stuleciach odmian jabłoni” (1997–2014) – kierownik tematu

- Specjalny projekt Ośrodka Ochrony Zabytkowego Krajobrazu Ministerstwa Kultury i Dziedzictwa Narodowego

1. „Inwentaryzacja zasobów roślinnych w wybranych ogródkach wiejskich na terenie różnych województw w Polsce” (1996–2000) – kierownik projektu

- Zlecenie Hodowli Roślin ‘Danko’, Sp. z o.o. w Choryni

1. „Opracowanie na podstawie badań własnych warunków wieloletniego przechowywania ziarniaków żyta i pszenżyta jako metody zachowania rezerw nasiennych odmian i rodów hodowli ‘Danko’” (1998) – kierownik zlecenia.

## Odznaczenia i nagrody
Odznaczenia
- Srebrny Krzyż Zasługi (1984)
- Krzyż Kawalerski Orderu Odrodzenia Polski (2002)
- Medal im. dr. Henryka Jordana Towarzystwa Przyjaciół Dzieci (2002)
- Odznaka honorowa „Zasłużony dla Rolnictwa” Ministra Rolnictwa i Rozwoju Wsi (2009)
- Medal im. Profesora Bolesława Hryniowieckiego przyznany przez Zarząd Główny Polskiego Towarzystwa Botanicznego za upowszechnianie wiedzy (2010)
- Medal „200-lecia od Instytutu Agronomicznego w Marymoncie do Szkoły Głównej Gospodarstwa Wiejskiego w Warszawie” przyznany przez Senat Szkoły Głównej Gospodarstwa Wiejskiego w Warszawie za zasługi dla SGGW (2016)
- Medal z okazji 100-lecia Instytutu Biologii Doświadczalnej im. Marcelego Nenckiego – medal pamiątkowy za szczególne zasługi na rzecz rozwoju Instytutu – wspieranie jego działalności, kształtowanie wizerunku oraz budowę jego sukcesu (2018).

Nagrody i wyróżnienia
- Tytuł Adjunct Professor nadany przez Department of Biology, University of Massachusetts w Amherst, USA (1991)
- Nagroda naukowa Sekretarza Wydziału V Nauk Rolniczych i Leśnych Polskiej Akademii Nauk za monografię pt. „Izoenzymy jako markery zmian genetycznych w siewkach żyta wywołanych przechowywaniem i regeneracją ziarniaków” (1995)
- Nagroda naukowo-organizacyjna Prezesa Polskiej Akademii Nauk za popularyzację i upowszechnianie osiągnięć naukowych Polskiej Akademii Nauk (2002)
- Nagroda naukowa za rok 2004 Prezesa Polskiej Akademii Nauk za działalność organizacyjną i popularyzującą naukę (2004)
- Nagroda naukowo-organizacyjna Prezesa Polskiej Akademii Nauk za wkład w organizację i inicjowanie imprez służących popularyzacji wiedzy i promocji działalności Polskiej Akademii Nauk (2009)
- Nagroda naukowa Prezesa Polskiej Akademii Nauk za osiągnięcia naukowe w zakresie badań nad ochroną flory polskiej (2013)
- Medal im. Michała Oczapowskiego – Nagroda Wydziałowa Polskiej Akademii Nauk za wybitny wkład w rozwój ochrony zasobów genowych roślin (2017)
- Nagroda Miasta Stołecznego Warszawy, która przyznawana jest wybitnym warszawianom i instytucjom działającym na rzecz rozwoju stolicy, a także ludziom kultury, nauki i sztuki (2017)[9]
- Honorowe członkostwo w Radzie Ogrodów Botanicznych i Arboretów w Polsce przyznane na wniosek Zarządu przez Walne Zgromadzenie Członków (2018)
- Honorowe członkostwo w Polskim Towarzystwie Botanicznym przyznane na wniosek Zarządu Głównego przez Walne Zgromadzenie Delegatów na 58. Zjeździe PTB w Krakowie (2019).

## Wpływ i dziedzictwo
Jego działalność znacząco wpłynęła na rozwój ogrodów botanicznych, zarówno w Polsce, jak i za granicą. Pełniąc funkcje przewodniczącego, członka rad naukowych i organów zarządzających, profesor Jerzy Puchalski aktywnie wspierał rozwój ogrodów botanicznych, angażując się w działania mające na celu ochronę różnorodności biologicznej. Dzięki swojemu zaangażowaniu i pracy profesor Jerzy Puchalski stał się autorytetem w świecie botaniki, działając nie tylko na rzecz rozwoju badań naukowych, ale także promując ochronę różnorodności biologicznej. Jego oddanie dla ochrony przyrody oraz wszechstronne zaangażowanie w działania na rzecz nauki sprawiły, że jest ceniony nie tylko w środowisku naukowym, ale także w społeczności ogólnokrajowej i międzynarodowej.